# Raión de Chachersk
Chachersk (en bielorruso: Чачэрскі раён) es un raión o distrito de Bielorrusia, en la provincia (óblast) de Gómel. Su capital es Chachersk.
Comprende una superficie de 1230 km².

## Demografía
Según estimación 2010 contaba con una población total de 15790 habitantes.

## Subdivisiones
Comprende la ciudad subdistrital de Chachersk (la capital) y los siguientes siete consejos rurales:
- Ótar
- Zalese
- Vazniasenski
- Mérkulavichy
- Nisímkavichy
- Palese
- Róukavichy